# Vespa bilineata
Vespa bilineata är en getingart som beskrevs av Statz 1936. Vespa bilineata ingår i släktet bålgetingar, och familjen getingar. Inga underarter finns listade i Catalogue of Life.